# خوان بابلو جارات
خوان بابلو جارات (بالإسبانية: Juan Pablo Garat)‏ هو لاعب كرة قدم أرجنتيني في مركز الدفاع، ولد في 19 أبريل 1983 في أفيانيدا في الأرجنتين. لعب مع أتلتيكو أتلانتا وتيغري ودينامو بوخارست ونادي آراو ونادي سانت غالن.

## وصلات خارجية
- خوان بابلو جارات على موقع قاعدة بيانات كرة القدم.إي يو (الإنجليزية)
- خوان بابلو جارات على موقع Soccerway.com (الإنجليزية)
- خوان بابلو جارات على موقع عالم كرة القدم.نت (الإنجليزية)